# Jaime Bleda
Jaime Bleda (ok. 1550–1622) - filozof katolicki XVI wieku. Długoletni kierownik Inkwizycji w Walencji. Zaproponował radykalne rozwiązanie kwestii Maurów poprzez masowe zamordowanie kilkudziesięciotysięcznej społeczności w jeden dzień, zamiast wygnania, ze względu na koszty, które musiałaby ponieść Inkwizycja.
Znane są jego dwie książki:
- Jego główna praca to łac. Defensio Fidei (Obrona wiary), opublikowana w roku 1610. Próbne egzemplarze książki wydrukowane dla potrzeb cenzury zostały entuzjastycznie przyjęte i Filip III nakazał druk kilkuset stronicowej książki na koszt korony. Konkurent Bledy, nazwiskiem Fonseca, zgłosił obiekcje wobec zachwalanych zbrodni do papieża Klemensa VIII, ale ten przeczytał książkę z radością i ogłosił ją jako wolną od błędów wiary.
- Druga książka to łac. Cronica de los Moros de España (Kronika Maurów hiszpańskich) opublikowana w 1618 roku, jest w podobnym tonie pogardy dla Maurów.